# Gimme All Your Lovin'
"Gimme All Your Lovin" é um single da banda de rock americana ZZ Top do álbum Eliminator. Foi lançada como o primeiro single do álbum no início de 1983. O single alcançou a posição 37 na parada Billboard Hot 100 dos EUA e a posição 10 na UK Singles Charts.

## Desempenho comercial

### Paradas semanais
| Tabelas musicais (1983–1985)      | Posição |
| --------------------------------- | ------- |
| Australia (Kent Music Report)     | 82      |
| Bélgica (Ultratop 50 de Flandres) | 11      |
| Canadá (RPM Top Singles)          | 39      |
| França (IFOP)                     | 19      |
| Irlanda (IRMA)                    | 9       |
| Países Baixos (Dutch Top 40)      | 8       |
| Países Baixos (Single Top 100)    | 3       |
| Reino Unido (UK Singles Chart)    | 10      |
| US Billboard Hot 100              | 37      |
| US Top Tracks (Billboard)         | 2       |
| US Cash Box Top 100               | 43      |